# Durek Verrett
Durek Verrett, egentligen Derek David Verrett, född 17 november 1974 i Sacramento, Kalifornien, är en amerikansk affärsman, alternativterapeut, självutnämnd schaman och författare. Han har i ett flertal medier beskrivits som sol-och-vårare och konspirationsteoretiker.
I sin bok Spirit Hacking framför Verrett ett flertal pseudovetenskapliga åsikter. Bland annat påstår han i boken att tillfälligt sex drar till sig underjordiska andar som gör avtryck på insidan av kvinnors vagina och han erbjuder övningar för att "rensa" dessa vaginor. Vidare skrev han att barn får cancer för att de önskar det samt att kemoterapi inte fungerar och enbart ges till cancerpatienter för att läkare tjänar pengar på det.
Verrett främjar reptilkonspirationsteorin(en) och har sagt att han betraktar sig själv som en reptil. Han anser att 5G-teknologi är en konspiration(en) av "de som förslavar planeten." Verrett har uppgett att han kände till 11 september-attackerna två år innan de inträffade, men valde att inte ingripa. Han säger att han kan "vända atomer" och bokstavligen göra människor yngre.
Durek Verrett har gjort många falska påståenden om sin karriär, inklusive att han behandlade barn för cancer på Shamir Medical Center(en) i Israel med schamanistiska metoder, men sjukhuset förnekade all kännedom om honom.
Enligt egen utsago är han en dömd brottsling som avtjänat fängelsestraff i USA. Flera av hans tidigare partners, inklusive hans före detta fästman Hank Greenberg, har anklagat honom för våld i hemmet. År 2024 beskrevs han som en av "20 kända konspirationsteoretiker" tillsammans med David Icke och Alex Jones. Bergens Tidende ifrågasatte Verretts påstådda kändisstatus och beskrev honom som "i bästa fall en D-kändis."
Durek Verrett är sedan 2024 gift med prinsessan Märtha Louise av Norge.

## Bakgrund

### Närmaste familj
Derek David Verrett växte upp i San Francisco Bay Area och ändrade officiellt sitt namn till Durek Verrett 2014. Hans föräldrar skilde sig i april 1977, då Verrett var två år gammal. När Verrett var tre år gammal gifte sig hans far med Geraldine Roy (1943–2009). I ett flertal publicerade intervjuer 2019, bland annat i Vanity Fair, uppgav Verrett att han uppfostrades av sin far som var en förmögen arkitekt "med privatplan och hembiträden".
Flera av Verretts släktingar motsäger sådana påståenden, inklusive hans faster, sångerskan Shirley Verrett(en), som sade att Verretts far var en medelklassentreprenör som gick i konkurs två gånger, och Verretts styvmor var en kundtjänstmedarbetare för Alaska Airlines. Amerikanska folkräkningen visar att det område Verett växte upp i då betraktades som ett område för den lägre medelklassen.
Verrett har hävdat att hans mor, Sheilah G. Farmer (f. 1943), som använder aliaset Veruschka Urquhart, har norsk-västindisk härkomst, men han har också uppgett att hon härstammar från den amerikanska ursprungsbefolkningen. I andra sammanhang har han påstått att "hon var vit". Verrett har ibland hävdat att hans far, David Benjamin Verrett (1929–2017), var av afrikanskt och haitiskt ursprung och ibland att han tillhörde den amerikanska ursprungsbefolkningen, Blackfoot-indianerna.
I flera intervjuer under 2022 och 2023 beskrev Verretts mor honom som "smickrande", "manipulativ", "farlig" och "benägen att ljuga", och sade att hon inte längre har kontakt med honom. Även Verretts syster Demi DeLaNuit har varnat allmänheten för sin bror och sagt att han har hotat henne, deras mor och hennes dotter.

### Släkt
Verrett hävdar att den viktigaste personen i hans schaman-karriär är en kvinna vid namn "Mamal," som Verrett identifierar som sin gammelmormor och andliga vägledare, och som han säger "var en mäktig medicinkvinna från Ghana, där hon arbetade i tjänst för sin stam." Vidare har han uppgett att hon "flydde Afrika i början av 1800-talet när hennes stam invaderades av holländarna." Men uppgifter från amerikanska folkräkningen visar att Eugenie "Mamal" Morel inte kom från Afrika; hon föddes 1862 i New Orleans, Louisiana där både hennes föräldrar också var födda, och hon var faktiskt Verretts gammelmormors mor.[källa behövs]
I en intervju från 2009 påstod Verrett att han var "född in i släkterna av haitisk voodoo och inhemsk norsk medicin". Dock motsäger hans moster Shirley Verretts självbiografi hans påståenden, då hon beskriver Verrett-familjens strikta katolska och sjundedagsadventistiska arv och hänvisar till icke-kristna praktiker som voodoo genom att säga att deras familj "starkt ogillade alla som utövade dessa negativa konster."
På sin personliga webbsida hävdade han åren 2011–2020 att han var tredje generationens schaman. År 2020 ändrade han beskrivningen till att han var sjätte generationens schaman.
I en intervju från 2023 sade dock Verretts mor att det inte finns någon schamanlinje i deras familj och att Verrett har fabricerat sådana berättelser för att förbättra sin karriär.

## Karriär
Verrett har hävdat att han blivit andligt initierad av en amerikansk kvinna som kallar sig "Princess Susana von Radić of Croatia" (som beskrivs av faktagranskningstjänsten Vantrú som "en bedragare som påstår sig vara prinsessa").
Vid 27 års ålder påstod Verrett att han hade en nära-döden-upplevelse som var avgörande "övergångsriter för att bli schaman." År 2018 uppgav Verrett i flera intervjuer att hans nära-döden-upplevelse inträffade i Los Angeles, Kalifornien, där en vän körde honom till ett lokalt sjukhus. Sedan 2019 har Verrett dock ändrat berättelsen och hävdat att det inträffade i djungeln i Belize medan han var med en medicinkvinna, och att han transporterades till ett sjukhus där med ambulans. I alla versioner av berättelsen hävdar Verrett att han genomgick en akut trakeotomi (kirurgisk öppning av halsen) och sternotomi (kirurgisk öppning av bröstkorgen). Mediebevakare har påpekat att Verrett inte har några ärr på halsen eller bröstet, vilket alltid uppstår efter sådana invasiva operationer. I intervjuer och sina egna publikationer har Verrett misslyckats med att identifiera några läkare eller sjukhuspersonal som han påstår räddade hans liv och som han hävdar tillbringade månader med att vårda honom.
År 2018 och 2019 påstod Verrett att han arbetade vid Shamir Medical Center i Israel under flera månader 1998, där han uppgett att han behandlade barn för cancer med schamanistiska metoder. Emellertid uppgav sjukhusets personalavdelning 2019 att Verrett aldrig hade arbetat på institutionen.
År 2019 gav Verrett ut en bok med titeln Spirit Hacking som var planerad att publiceras i Norge. Emellertid drog förlaget Cappelen Damm tillbaka boken en vecka före den planerade utgivningen på grund av oro över dess innehåll. Boken släpptes senare av ett litet förlag. I boken förespråkar Verrett flera "absurda medicinska teorier." Han påstår att barn får cancer för att de vill ha det, och menar att kemoterapi inte fungerar och endast ges till cancerpatienter eftersom läkarna tjänar pengar på det. Han skriver att tillfälligt sex drar till sig underjordiska andar som gör avtryck på insidan av kvinnors vagina och han säljer också övningar för att "rensa" dessa vaginor.
Cancerexperter kallade Verretts åsikter om cancer för "farliga". Tidningen Dagbladet beskrev boken som "en galnings svammel". Verdens Gang kallade boken för "nonsens, skräp och smutsigt prat," och sade att den är en ooriginell "återupprepning av standardrepertoaren från den mest cyniska delen av den alternativa (d.v.s. New Age) kulturen."
Verrett hävdar att han haft en begränsad karriär som modell och framträdanden på TV-shower.[källa behövs]
Durek Verrett identifierade sig offentligt som homosexuell före 2019, men Vanity Fair skriver att han identifierat sig som bisexuell sedan han träffade Norges prinsessa Märtha Louise och deras aktiviteter för att främja hans nyandliga schamanism inom kändisvärlden. Verrett hävdar att hans "sanna uppdrag är att föra den gamla schamanistiska praktiken till mainstream och hjälpa människor att 'bli upplysta' genom att odla kärlek och acceptans av sig själva och andra." Verrett påstår också att han är en reinkarnerad farao från Egypten.
År 2019 hävdade Verrett att han kände till 11 september-attackerna två år innan de inträffade men att han valde att inte ingripa eftersom alla måste "acceptera sitt öde". Verrett har också hävdat att han återuppstått från de döda.
År 2021 uppgav Verrett att han betraktar sig själv som en reptil, och påstod att:
| ”               | Jag är en hybridart av reptil och Andromeda, och jag bär också på energierna från de gamla andarna från den gamla världen. Det har spridits lögner om vår art som jag vill bemöta. Vi är en kluster av varelser, vilket betyder att vi har kommit hit för att skapa strukturer som hjälper människor att nå befrielse. Reptilierna är här för att skaka om systemet på ett stort sätt. | „ |
| – Durek Verrett | |   |

Enligt extremismforskaren John Færseth bygger Verretts idéer om att vara en reptil på Reptilian conspiracy theory som främjas av den brittiska antisemiten David Icke. Verrett har uttalat att han anser att 5G-teknologi är en konspiration av "de som förslavar planeten".
Verrett har sammankopplats med många högprofilerade individer i media, till exempel i The New York Times, The Los Angeles Times, Glamour magazine och många fler. Dessa sträcker sig från kändisar som LeAnn Rimes, Nina Dobrev och Gwyneth Paltrow, till teknikjättar som Dave Asprey från Bulletproof Coffee. och Verretts före detta kärlek Hank Greenberg.
I december 2023 postade Verrett en kontroversiell video på Instagram där han hävdade att demoniska varelser kan besätta barn och plåga dem. Därför rådde han föräldrar att tala direkt och högt till oroliga, aggressiva och utagerande barn, och beordra de mörka andarna inom dem att komma "till ljuset". Många observatörer anser att Verretts föräldraråd är ett skadligt uppmuntran till exorcism.
MSN inkluderade Verrett som en av de 20 mest kända konspirationsteoretikerna tillsammans med David Icke och Alex Jones i en artikel från 2024.

## Legala problem
År 1991 dömdes Verrett för grov mordbrand och olaga intrång och fick fem års fängelse i Kalifornien efter att han olagligt organiserat en fest i ett obebott hus som sattes i brand och brann ner till grunden. Verrett har uppgett att han avtjänade ett år i fängelse innan han släpptes på villkorlig frigivning.
År 1993, efter att Verrett släppts från fängelset, arresterades han vid tre separata tillfällen i Santa Clara och San Mateo, Kalifornien. Han åtalades för brott inklusive olaga intrång, stöld av tjänster och åka kollektivtrafik utan att betala (biljettbrott), för vilka han tillbringade ytterligare tid i fängelse och fick böter. Rättsprotokoll visar att Verrett inte hade råd med juridisk representation, så en offentlig försvarare utsågs för att företräda honom.
År 2011 anklagades Verrett för trakasserier, utebliven hyra och hot om mord och "svart magi" i en stämning som hans hyresvärd i Los Angeles lämnade in mot honom.
År 2015 arresterades Verrett av Los Angeles Police Department för våld i hemmet efter att han hade attackerat sin dåvarande fästman Hank Greenberg i deras hem. Verrett åtalades för misshandel och kroppsskada. Han ingick senare ett privat avtal med Greenberg om att inte samarbeta med åklagarna i utbyte mot ekonomisk ersättning. Efter att Verrett  släppts från fängelset hävdar Greenberg att Verrett bröt mot deras överenskommelse.
I juli 2022 marknadsförde och sålde Verrett en medaljong som han påstod botade Covid-19. Norska konsumentombudsmannen förklarade Verretts odokumenterade påståenden som ett brott mot norsk lag. Som ett resultat av detta upphörde Verrett 2023 med att sälja produkter och började istället sälja en annan medaljong för över 2 000 norska kronor som han påstår kan bota hundar från olika sjukdomar. Detta har kritiserats av Norsk Veterinärforening för att inte vara baserat på vetenskap.

## Privatliv
År 2005 ingick Verrett ett skenäktenskap med Zaneta Marzalkova, en Los Angeles-bo av tjeckisk nationalitet, när hon var 21 år gammal. År 2008 ansökte Marzalkova om skilsmässa från Verrett, vilket beviljades av Los Angeles Superior Court. Marzalkova hävdade att äktenskapet var ett olagligt arrangemang av Verrett, som hon betalade för att hjälpa henne att få ett amerikanskt Green Card. Verrett hävdade att Marzalkova "utnyttjade" honom och att han 2008 rapporterade henne till immigrationsmyndigheterna som en illegal invandrare, vilket ledde till att hon blev fängslad och utvisad från landet.
Åren 2007–2015 hade Verrett en fästman, en massör vid namn Hank Greenberg, som också var hans affärspartner. I flera intervjuer har Greenberg beskrivit Verrett som manipulativ och farlig, och uttalat att Verrett har en "hjärntvättad" sekt av följare där "hans ord är lag". År 2012 startade Verrett och hans dåvarande fästman Greenberg en Indiegogo-kampanj för att samla in pengar till Verretts njurtransplantation, där de uppgav att Verrett är hiv-positiv. Greenberg bröt deras förlovning 2015 efter att Verrett misshandlat honom i deras hem.
Mellan 2012 och 2017 bodde Verrett periodvis med sin dåvarande manager Tiana Griego, som sa:
| ”              | Durek kontrollerade hela mitt liv. Det var som om han blev avundsjuk på allt som tog hans uppmärksamhet. Jag fick inte börja en seriös romantisk relation eller uppfostra min son. Det handlade bara om Durek. | „ |
| – Tiana Griego | |   |

## Relationen med prinsessan  Märtha Louise och vigseln i Norge

### Dating
I maj 2019 började Verrett dejta och samarbeta professionellt med prinsessan Märtha Louise av Norge. Deras förhållande har blivit kraftigt granskat, med många norrmän som uttryckt sitt missnöje och kallat Verrett för en "skojare." Verrett har blivit karaktäriserad av norska medier och andra kritiker som en bedragare och en konspirationsteoretiker. Hans uttalanden om olika ämnen har fått omfattande kritik och blivit dumförklarade i Norge.
Norges tidigare statsminister Erna Solberg beskrev Verretts åsikter som "väldigt konstiga" och "inte baserade på fakta," och sa att "de idéer han främjar är något vi bekämpar som konspirationsteorier." Solberg tillade att kritiken mot Verrett är rimlig. Statssekreteraren vid det norska hälsovårdsdepartementet, Ole Henrik Krat Bjørkholt, beskrev Verrett som "en hänsynslös och farlig charlatan" som ägnar sig åt bedrägeri. År 2023 fördömde Norges statsminister Jonas Gahr Støre kraftfullt Verrett och kallade hans uttalanden om barnuppfostran för "farliga".
År 2019 diskuterade Verrett öppet sitt och sin flickväns sexliv samt sina tekniker för att kontrollera sin orgasm för att maximera partnerns tillfredsställelse i sin podcast Ancient Wisdom Today. Han erbjöd också sexråd i ett webbseminarium med titeln Soul Sexual Webinar. Samma år organiserade Verrett och Märtha Louise gemensamt seminarier med titeln The Princess and the Shaman som kritiserades hårt för Verretts påståenden om att hela cancer och för att utnyttja Märtha Louises konstitutionella roll som prinsessa för en privat affärsverksamhet. Tidningen iTromsø påpekade att Märtha Louise mött omfattande kritik för att associera sig med en konspirationsteoretiker och för sin "kommersialisering och missbruk av titeln 'prinsessa'."

### Förlovning och vigsel
I juni 2022 meddelade Märta Louise att hon och Verrett var förlovade. Verrett påstod att när han var barn förutsåg hans mor att han skulle gifta sig med en norsk prinsessa, men hans mor förnekade detta offentligt och sa att det var en påhittad historia som Verrett själv skapat.
År 2022 skrev Aftenposten-journalisten Ingeborg Senneset ett öppet brev till Verrett, där hon tog upp hans vana att skicka röstmeddelanden till henne, såsom "Hej, min älskling" på Instagram och att berätta för henne att Illuminati är verkligt och att kändisar och mäktiga politiker bekräftar hans påståenden. Verrett blockerade därefter Senneset när hon ställde kritiska frågor om hans påståenden om Illuminati.
Både Verrett och Märtha Louise har klagat på det negativa mottagandet av Verrett i Norge, och Verrett hävdade att han blev kritiserad eftersom "folk inte vill ha en svart man i kungafamiljen". Verrett sa: 
| ” | Jag har aldrig upplevt så mycket rasism som när jag kom till Norge. | „ |

Han sa vidare att han är missförstådd och jämförde sig själv med "genier som Albert Einstein, Thomas Edison, bröderna Wright och Helen Keller." Verretts påståenden om rasism har kritiserats, där den tidigare norska ministern Abid Raja (med pakistanskt ursprung) anklagade Verrett för att "spela ut rasistkortet" för att avleda uppmärksamheten från kritiken mot hans konspirationsteorier och "farliga" åsikter. Komikern Jonna Støme, som själv har afroamerikanskt ursprung, sa att Verretts påståenden undergräver den verkliga kampen mot rasism och att människor i Norge reagerar negativt på Verrett eftersom "han är en bedragare som säger hemska saker."
Den politiska redaktören för Nettavisen, Erik Stephansen, kritiserade Märtha Louises klagomål om bevakningen av Verrett och henne själv, och skrev att hon "aktivt sökt rampljuset med hela sin familj, utnyttjat prinsesstiteln på alla tänkbara sätt – inklusive kommersiellt – och är nu fullt engagerad i att mjölka sitt eget glamorösa kändisbröllop i Geiranger på allt det är värt."
Verrett har påstått att han kommer att bli den första svarta personen att bli en del av en europeisk kungafamilj. Detta trots att den sudanesiska medborgaren Mary Nyanut Ring Machar gifte in sig i furstehuset Habsburg i Österrike 1999; Angela Brown gifte in sig i huset Liechtenstein år 2000, och Meghan Markle gifte in sig i den brittiska kungafamiljen 2018. I oktober 2022 sa kronprins Haakon av Norge, Märtha Louises bror, till den norska televisionen NRK att frågan om Verretts ställning i deras familj är svår och kommer att ta tid att lösa.
I november 2022 avstod Märtha Louise från sina återstående kungliga plikter för att fokusera på sin alternativmedicinska verksamhet tillsammans med Verrett.
År 2023 påstod Verrett att Märtha Louises avlidne exmake, Ari Behn, som tog sitt liv 2019, hade kontaktat honom från andra sidan.
Verrett och Märtha Louise gifte sig den 31 augusti 2024.
Märtha Louises fientliga relation med media, som härstammar från kritiken över vad kritiker beskriver som hennes kommersiella utnyttjande av titeln "prinsessa", ledde till att hon deklarerade en bojkott av norsk media 2024.
I augusti 2024 sade Verrett att hans relation med Märtha Louise lett till en klyfta mellan henne och hennes närmaste vänner. Verrett anklagade Märtha Louises nära vänner för att vara rasister och sade att de upprepade gånger hade ringt henne och uppmanat henne att avsluta relationen med honom. I en efterföljande intervju som Verrett och Märtha Louise genomförde tillsammans, sade Märtha Louise också att hon hade förlorat vänner och anklagade dem för "rasism," vilket speglade Verretts påståenden mot hennes tidigare vänner.
Verrett och Märtha Louise har kritiserats för att utnyttja hennes titel och roll som medlem av den utvidgade kungafamiljen, och för att avsiktligt ignorera en överenskommelse om att inte använda titeln "prinsessa" eller hennes koppling till kungafamiljen i kommersiella aktiviteter, intervjuer eller andra offentliga sammanhang. En majoritet av norrmännen är för ett återtagande av hennes kungliga titlar. Verretts syster Demi DeLaNuit har kritiserat Märtha Louise för att missbruka sin titel för att förödmjuka DeLaNuit. Bergens Tidende ifrågasatte Verretts påstådda kändisställning och beskrev honom som "som bäst en D-listad kändis i Hollywood" och karaktäriserade gästlistan vid hans bröllop som mer lik en alternativ (New Age) mässa än Hollywood.
Verrett har offentligt kritiserat sin familj på sociala medier, där han postade en negativ kommentar om sin mor och syster. Han anklagade dem för ekonomiskt beroende och för att skapa drama när han drog tillbaka sitt ekonomiska stöd.

## Skademinimering
År 2024 rapporterade norsk media om ett hemligt, årslångt "reputation management"-projekt som Verrett och Märtha Louise organiserade för att förbättra Verretts rykte inför deras planerade bröllop. Paret anlitade den konservativa politikern och advokaten John Christian Elden som konsult för att hantera rykten i samband med detta arbete.

### Media
I mars 2024 klagade Verrett offentligt på att han i media beskrivs som en "självutnämnd" schaman och påstod att han hade blivit utsedd som schaman av sina förfäders andar. Verrett begärde också att hans påstådda karriäraktiviteter som dansare, modell, TV-personlighet, poet och koreograf skulle inkluderas i onlineartiklar, trots att han inte gav någon bevisning för dessa påståenden.
I april 2024 protesterade Märtha Louise mot offentlig data som visade att Verrett inte växte upp i rikedom, och hävdade istället att alla var avundsjuka på hans familjs rikedom. Den kungliga korrespondenten Tove Taalsen ifrågasatte varför Märtha Louise lägger sådan vikt vid Verretts påstådda rikedom som barn och skrev att det är i otakt med Norges mer egalitära värderingar.
År 2024 blev det känt att Verrett hade skickat brev till sin 81-åriga mor och sin syster där han hotade med rättsliga åtgärder mot dem på grund av offentliga uttalanden som han uppfattade som ofördelaktiga.

### Wikipedia
På deras vägnar klagade Elden på inkluderingen av citat från tidigare norska statsminister Erna Solberg i Wikipedia-artikeln om Verrett, där hon kritiserade Verrett för att främja "märkliga idéer" kopplade till konspirationsteorier. Juristen och experten på medie- och kommunikationsrätt Jon Wessel-Aas(no) uttalade offentligt att det är meningslöst att kräva borttagande av ett korrekt citat från ett offentligt uttalande av en statsminister. Norsk media kritiserade Verrett och Märtha Louise för att försöka censurera en tidigare statsministers yttranden.
Den politiska redaktören för Nettavisen, Erik Stephansen, skrev att "avslöjandet av Verretts upprepade försök att ändra eller ta bort ogynnsam information från Wikipedia" är ett av de mest iögonfallande exemplen på försök att dölja olyckliga spår från "bedragarschamanens" tidigare liv.

### Sociala medier
Durek Verrett har mött anklagelser om att ha manipulerat sitt Instagram-konto inför sitt bröllop. Medieexperter har antytt att de stora ökningarna i följare och gilla-markeringar på Verretts inlägg kan indikera köp av falskt engagemang. Fluktuationerna i antal följare och gilla-markeringar avviker kraftigt från historiska mönster, vilket väcker oro för äktheten i hans sociala medieaktivitet.